# Шуберт, Франц

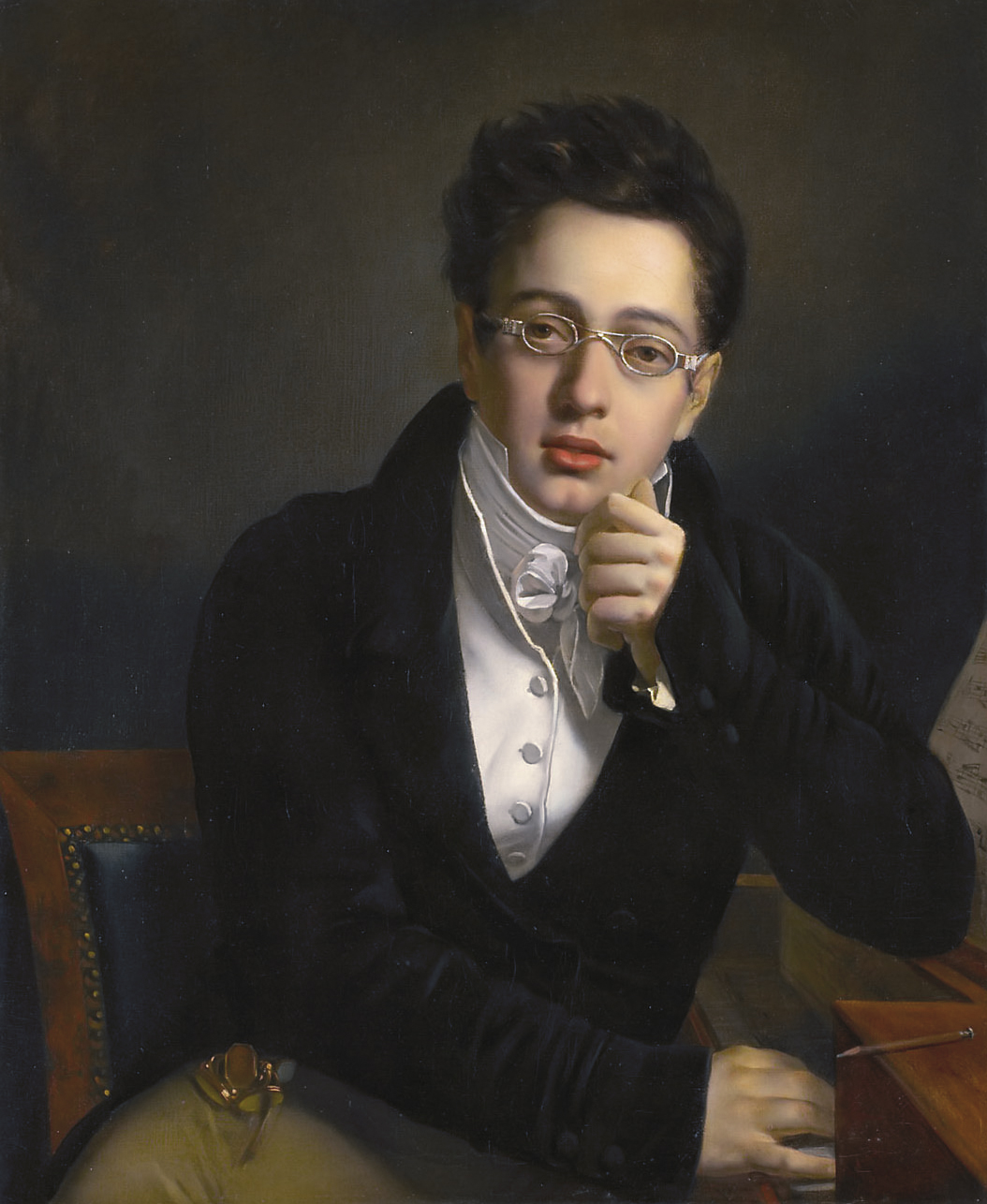
Молодой Франц Шуберт. Иосиф Абель, около 1814

Франц Пе́тер Шу́берт (нем. Franz Peter Schubert; 31 января 1797 — 19 ноября 1828, Вена) — австрийский композитор, один из основоположников романтизма в музыке, автор 602 вокальных композиций (на слова Шиллера, Гёте, Гейне и других), девяти симфоний (восьмая, самая знаменитая, известна как «Неоконченная»), а также большого количества камерных и сольных фортепианных произведений.
Произведения Шуберта входят в число самых известных образцов музыки периода романтизма. А также Шуберт относится к временам фамилий «трех Ш» — Шуберта, Шумана и Шопена.

## Биография

### Детство
Франц Петер Шуберт родился в пригороде Вены в семье Франца Теодора Шуберта (1763—1830) и Элизабет Шуберт (урождённой Фиц) (1756—1812). Франц Теодор Шуберт был учителем приходской школы Лихтенталя и музыкантом-любителем, он происходил из семьи моравских крестьян; Элизабет была дочерью силезского слесаря. Из их четырнадцати детей девять умерли в раннем возрасте; двое из выживших — Франц и Фердинанд — сделали музыку своей профессией.
Франц очень рано проявил музыкальные способности. Первыми его наставниками стали члены семьи: отец учил его играть на альте, а старший брат Игнац — на фортепиано. С шести лет он учился в приходской школе Лихтенталя, где работал его отец. С семи лет он брал уроки игры на органе у капельмейстера Лихтентальской церкви и уроки пения у регента приходской церкви М. Хольцера.
Благодаря своему красивому голосу в возрасте одиннадцати лет был принят «певчим мальчиком» в венскую придворную капеллу и в Конвикт (школу с пансионом), где его друзьями стали Йозеф фон Шпаун, Альберт Штадлер и Антон Хольцапфель. Венцель Ружичка преподавал Шуберту генерал-бас, позже Шуберта взял к себе на бесплатное обучение Антонио Сальери, который преподавал ему контрапункт и композицию (до 1816 года). Шуберт занимался не только пением, но и познакомился с инструментальными произведениями Йозефа Гайдна и Вольфганга Амадея Моцарта, так как был второй скрипкой в оркестре Конвикта.
Вскоре он проявил свой талант композитора: с 1810 по 1813 годы написал оперу, симфонию, фортепианные пьесы и песни.
В учёбе ему тяжело давались математика и латынь, и в 1813 году, когда у него стал ломаться голос, он был отчислен из хора, после чего вернулся домой и поступил в учительскую семинарию, которую окончил в следующем, 1814 году. Затем устроился преподавателем в школу, где работал его отец, и проработал в ней до 1818 года. В свободное от работы время он сочинял музыку. Изучал преимущественно Глюка, Моцарта и Бетховена. Первые самостоятельные произведения — оперу «Увеселительный замок сатаны» и мессу фа мажор — он написал в 1814 году.

### Зрелость

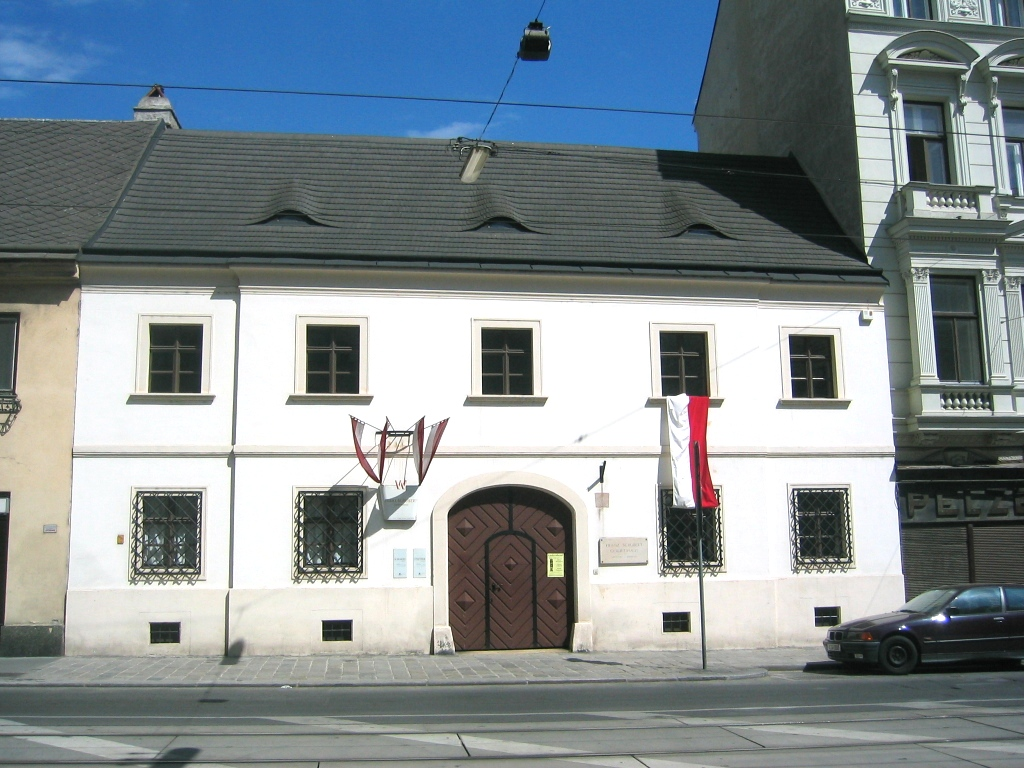
Дом Франца Шуберта в Вене

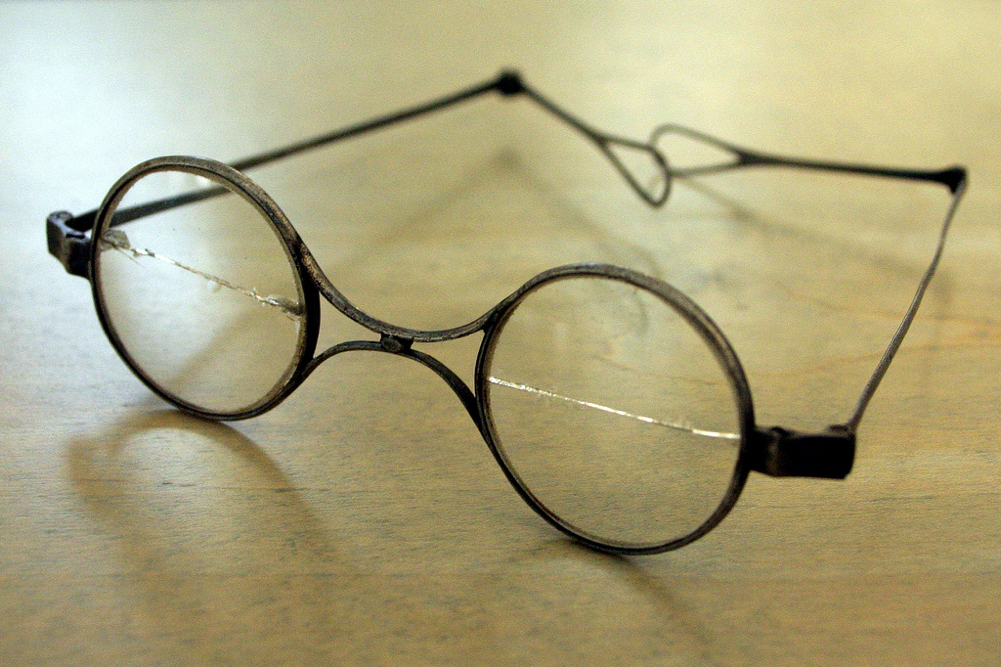
Очки Шуберта

Работа Шуберта не соответствовала его призванию, и он предпринимал попытки утвердиться в качестве композитора, но издатели отказывались публиковать его работы. Весной 1816 года ему отказали в должности капельмейстера в Лайбахе (ныне Любляна). Вскоре Йозеф фон Шпаун познакомил Шуберта с поэтом Францем фон Шобером, который устроил ему встречу с известным баритоном Иоганном Михаэлем Фоглем. Песни Шуберта в исполнении Фогля стали пользоваться большой популярностью в венских салонах. Первый успех Шуберту принесла баллада Гёте «Лесной царь» («Erlkönig»), переложенная им на музыку в 1816 году. В январе 1818 года первая композиция Шуберта вышла в печать — песня Erlafsee (в качестве дополнения к антологии под редакцией Ф. Сартори).
Среди друзей Шуберта были чиновник Йозеф фон Шпаун, музыкант-любитель Антон Хольцапфель, поэт-любитель Ф. Шобер, поэт И. Майрхофер, поэт и комедиограф Э. Бауэрнфельд, художники М. Швинд и Л. Купельвизер, композиторы А. Хюттенбреннер и Й. Шуберт, певица А. Мильдер-Гауптман. Они были поклонниками его творчества и периодически оказывали ему материальную помощь.
В начале 1818 года Шуберт оставил работу в школе, в июле того же года переехал в Желиз (ныне словацкий город Жельезовце) в летнюю резиденцию графа Иоганна Эстерхази, где стал преподавать музыку его дочерям. В середине ноября он вернулся в Вену. Второй раз он побывал у Эстерхази в 1824 году.
В 1823 году его избрали почётным членом Штирийского и Линцского музыкальных союзов.
В 1820-х годах у Шуберта начались проблемы со здоровьем. В декабре 1822 года он заболел, но после пребывания в больнице осенью 1823 года его здоровье улучшилось.

### Последние годы

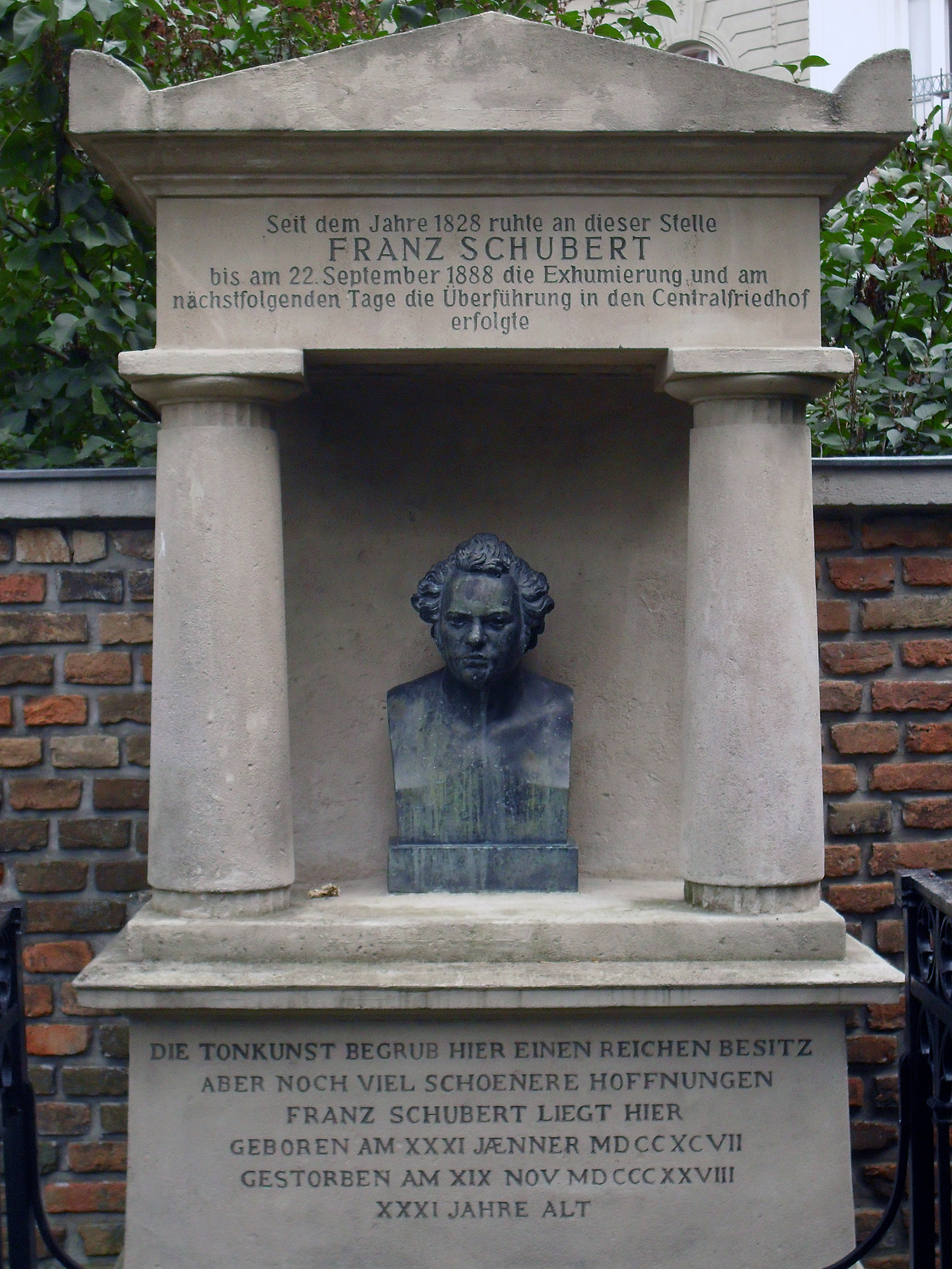
Первая могила Шуберта

С 1826 по 1828 годы Шуберт жил в Вене, за исключением короткого пребывания в Граце. Должность вице-капельмейстера в часовне императорского двора, на которую он претендовал в 1826 году, досталась не ему, а Йозефу Вайглю. 26 марта 1828 года он дал свой единственный публичный концерт, который имел большой успех и принёс ему 800 гульденов. Между тем были напечатаны его многочисленные песни и фортепианные произведения.
Композитор умер от брюшного тифа 19 ноября 1828 года в возрасте 31 года после двухнедельной лихорадки. Согласно последнему желанию, Шуберта похоронили на Верингском кладбище, где за год до того был погребён боготворимый им Бетховен. На памятнике выгравирована красноречивая надпись: «Музыка похоронила здесь прекрасное сокровище, но ещё более прекрасные надежды. Здесь покоится Франц Шуберт». 22 сентября 1888 года его прах вместе с прахом Бетховена перезахоронили на Центральном кладбище Вены. Позже вокруг их могил образовался знаменитый участок захоронений композиторов и музыкантов.

## Творчество
Творческое наследие Шуберта охватывает разные жанры. Им создано 9 симфоний (среди которых восьмая неоконченная), свыше 25 камерно-инструментальных произведений, 23 фортепианные сонаты, множество пьес для фортепиано в две и в четыре руки, 10 опер, 6 месс, ряд произведений для хора и для вокального ансамбля, и более 600 песен. При жизни и достаточно длительное время после смерти композитора его ценили главным образом как автора песен. Лишь с XIX века исследователи стали постепенно осмысливать его достижения в других областях творчества. Благодаря Шуберту песня впервые стала равной по значению другим жанрам. Его поэтические образы отражают чуть ли не всю историю австрийской и немецкой поэзии, включая и некоторых зарубежных авторов.
Музыкальный дар Шуберта открыл новые пути фортепианной музыки. Его Фантазии до мажор и фа минор, экспромты, музыкальные моменты, сонаты являются доказательством богатейшего воображения и большой гармонической смелости.
В камерной и симфонической музыке — струнном квартете ре минор, квинтете до мажор, фортепианном квинтете «Forellenquintett» («Форельный»), «Большой симфонии» до мажор и «Неоконченной симфонии» си минор — Шуберт демонстрирует своё неповторимое и независимое музыкальное мышление, значительно отличающееся от мышления жившего и господствовавшего в то время Бетховена.
Из многочисленных церковных сочинений Шуберта (мессы, офертории, гимны и т. п.) возвышенным характером и музыкальным богатством отличается месса ми-бемоль мажор.
Из опер, исполнявшихся в то время, Шуберту более всего нравились «Швейцарское семейство» Йозефа Вайгля, «Медея» Луиджи Керубини, «Иоанн Парижский» Франсуа Адриана Буальдьё, «Сандрильона» Изуарда и особенно «Ифигения в Тавриде» Глюка. Итальянской оперой, которая во времена Шуберта была в большой моде, он интересовался мало, его восхищали лишь «Севильский цирюльник» и некоторые отрывки из «Отелло» Джоакино Россини.

### Идентификация сочинений
Поскольку при жизни композитора было опубликовано относительно мало его работ, лишь немногие из них имеют свой номер опуса, но и в таких случаях номер не вполне точно отражает время создания произведения. В 1951 году музыковед Отто Эрих Дойч опубликовал каталог произведений Шуберта, где все сочинения композитора расположены в хронологическом порядке согласно времени их написания.

### Неоконченная симфония

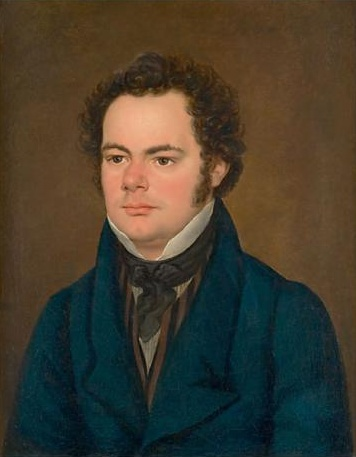
Франц Эйбл, Портрет Франца Шуберта, 1827 год

Время создания симфонии си минор DV 759 («Неоконченной») — осень 1822 года. Она была посвящена любительскому музыкальному обществу в Граце, и Шуберт представил две её части в 1824 году.
Рукопись с нотами симфонии хранилась более 40 лет у друга Шуберта Ансельма Хюттенбреннера, пока её не обнаружил венский дирижёр Иоганн Хербек, после чего в 1865 году она была впервые исполнена на концерте (прозвучали завершённые Шубертом первая и вторая части, а вместо отсутствующих 3-й и 4-й частей была исполнена финальная часть из ранней Третьей симфонии Шуберта ре мажор). В 1866 году первая и вторая части симфонии были опубликованы.
До сих пор неясны причины, почему Шуберт не завершил «Неоконченную» симфонию. По-видимому, он был намерен довести её до логического конца: первые две части были полностью закончены, а 3-я часть (в характере скерцо) осталась в набросках. Какие-либо эскизы к финалу отсутствуют (возможно, они существовали, но были утрачены).
Долгое время существовала точка зрения, что «Неоконченная» симфония — вполне завершённое произведение, так как круг образов и их развитие вполне исчерпывают себя в пределах двух частей. В качестве сравнения говорили о сонатах Бетховена из двух частей и о том, что позднее у композиторов-романтиков произведения подобного рода стали обычным явлением. Против этой версии говорит то, что завершённые Шубертом первые две части написаны в различных, далёких друг от друга тональностях (и это единственная в мире симфония, написанная подобным образом).
Существует также мнение, что по задумке композитора финалом должна была стать написанная в сонатной форме, в тональности си минор и имеющая драматический характер музыка, в итоге ставшая одним из антрактов к «Розамунде»; эта точка зрения не имеет никаких документальных подтверждений.
В настоящее время существует несколько вариантов завершения «Неоконченной» симфонии (в частности варианты английского музыковеда Брайана Ньюбаулда (англ. Brian Newbould) и российского композитора Антона Сафронова).

### Вокальная музыка

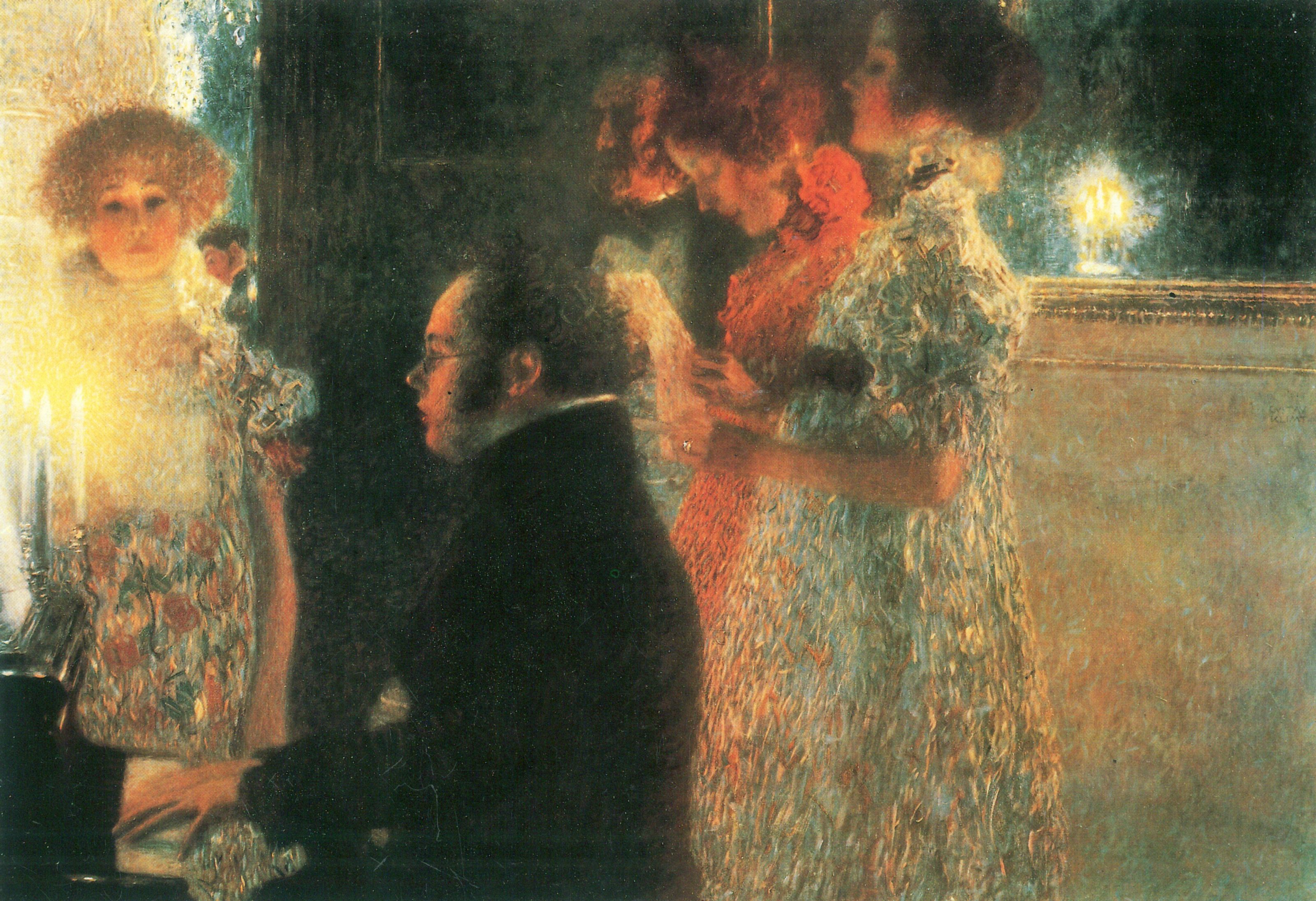
Густав Климт. Шуберт за клавиром. 1899

Доминирующее положение в наследии Шуберта занимает музыка, написанная для голоса (голосов) и фортепиано. Всего сохранилось более 600 таких произведений. Автор обозначал их преимущественно как «песни» (Lieder), реже как «романсы» (Romanzen) или «баллады» (Balladen). Большинство песен не превышает обычного для этого жанра объёма (1-5 минут), но встречаются артефакты, сравнимые по продолжительности с масштабными оперными сценами или кантатами, например, баллада «Ныряльщик» (Der Taucher, D 111) в аудиозаписи длится 25 минут, а баллада «Адельвольд и Эмма» (Adelwold und Emma, D 211) — 28 минут.

Шуберт непрестанно совершенствовал и модифицировал свои песни. Например, баллада «Лесной царь» (Erlkönig, D 328) существует в четырёх редакциях, песня «Форель» (Die Forelle, D 550) — в пяти редакциях, песня «Духовный привет» (Geistes-Gruß, D 142) — в шести. Как правило, степень редактирования была незначительной (например, композитор приспосабливал своё сочинение к певческому голосу иной тесситуры, изменял инструментальное вступление или вовсе удалял его).

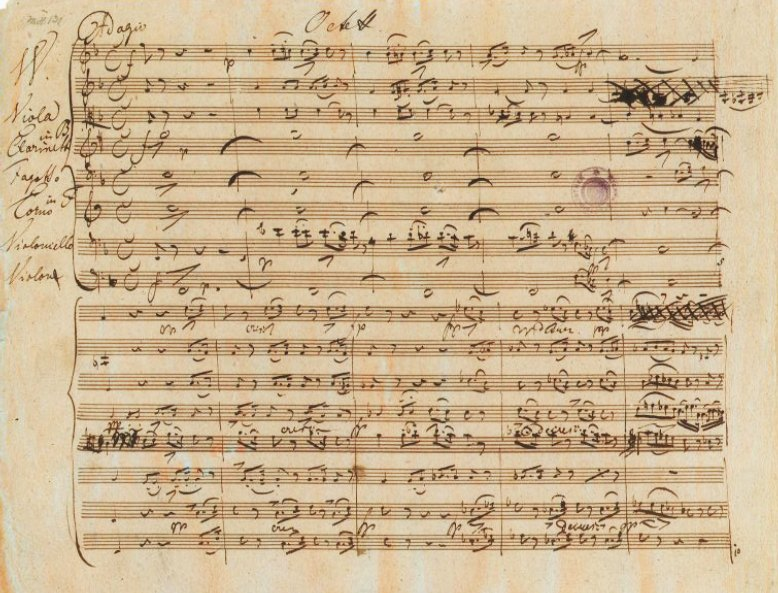
Октет. Автограф Шуберта

Шубертовские редакции одной и той же музыки следует отличать от разных по музыке песен, написанных на один и тот же текст. Хрестоматийным примером является песня Миньоны из «Вильгельма Мейстера» Гёте с инципитом Nur wer die Sehnsucht kennt, которая существует в шести разных по музыке версиях (D 310, D 359, D 481, D 656, D 877/1, D 877/4). Песни с одинаковыми заголовками также могли быть написаны на разные тексты, например, «An den Mond» («К луне»), «Sehnsucht» («Томление»), «Sterne» («Звёзды»), «Wandrers Nachtlied» («Ночная песня странника») и др. — отличить их друг от друга помогает инципит.
Большинство песен Шуберта «концептуально» не связаны между собой, как, например, Третья песня Эллен, D 839 (широко известная как Ave Maria), что позволяет певцам изымать такие песни из сборников и исполнять их по отдельности. Среди немногочисленных вокальных циклов — «Прекрасная мельничиха» и «Зимний путь» (оба на стихи Вильгельма Мюллера), которые отличает сквозной сюжетный и музыкально-драматургический замысел. Певцы, стремящиеся адекватно передать замысел композитора, исполняют его вокальные циклы целиком. Некоторые исследователи также трактуют как неоконченный вокальный цикл поздний сборник «Лебединая песня».

## Музыкальные инструменты
В список роялей, на которых играл Шуберт, входит инструмент от Бенигнуса Зайднера (в настоящее время представлен в родном доме Шуберта в Вене) и рояль от фирмы «Антон Вальтер & сын» (в Музее истории Искусств в Вене). Композитору были также известны инструменты венского мастера Конрада Графа.

## Рецепция
После Шуберта осталась масса неизданных рукописей (шесть месс, семь симфоний, пятнадцать опер и прочее). Некоторые меньшие по размеру произведения были опубликованы сразу после смерти композитора, но рукописи больших трудов, мало известных публике, оставались в книжных шкафах и ящиках родственников, друзей и издателей Шуберта. Даже ближайшие к нему люди не знали всего, что он написал, и на протяжении долгих лет его признавали в основном лишь как короля песни. В 1838 году Роберт Шуман, посещая Вену, нашёл пыльную рукопись «Большой симфонии» Шуберта и взял её с собой в Лейпциг, где произведение исполнил Феликс Мендельсон. Наибольший вклад в разыскание и открытие произведений Шуберта сделали Джордж Гроув и Артур Салливан, которые посетили Вену осенью 1867 года. Им удалось найти семь симфоний, музыку сопровождения из пьесы «Розамунда», несколько месс и опер, кое-что из камерной музыки, большое количество разнообразных фрагментов и песен. Эти открытия привели к значительному увеличению интереса к творчеству Шуберта.
Ференц Лист с 1830 по 1870 годы транскрибировал и аранжировал значительное количество произведений Шуберта, особенно песен. Он говорил, что Шуберт «поэтичнейший из музыкантов, которые когда-либо жили на свете». Для Антонина Дворжака особенно интересными были симфонии Шуберта; Гектор Берлиоз и Антон Брукнер признавали, что на их творчество большое влияние оказала «Большая симфония».
В 1897 году в издательстве «Брейткопф и Хертель» вышло издание сочинений композитора, главным редактором которого был Иоганнес Брамс. Такие композиторы XX века, как Бенджамин Бриттен, Рихард Штраус и Джордж Крам, были либо пропагандистами творчества Шуберта, либо делали аллюзии на его сочинения в собственной музыке. Бриттен, который был прекрасным пианистом, аккомпанировал исполнению многих песен Шуберта и часто играл его соло и дуэты.

## Память
В честь музыкальной пьесы Шуберта «Розамунда», написанной к одноимённому произведению Гельмины фон Шези, получил название открытый в 1904 году астероид (540) Розамунда.

## Избранные сочинения

### Для оркестра
- Симфония № 8 («Неоконченная») h-moll (1822)
- Симфония № 9 («Большая») C-dur (1828)
- 8 увертюр

### Для голоса с фортепиано
- Вокальный цикл «Прекрасная мельничиха» (1823)
- Вокальный цикл «Зимний путь» (1827),
- Сборник «Лебединая песня» (1828)
- Ave Maria («Третья песня Эллен» / «Ellens dritter Gesang»)
- Баллада «Лесной царь» (нем. Erlkönig, на стихи И. В. Гёте, 1816)
- Другие песни (отдельно и в сборниках, всего около 600)

### Для голоса (голосов) с оркестром

#### Духовная музыка
Офферторий для сопрано или тенора с оркестром (C-dur, D 136)
Офферторий для хора с оркестром (a-moll, D 181)
Офферторий тенора и хора с оркестром (B-dur, D 963)
Salve Regina для сопрано с оркестром (F-dur, D 223)
- Немецкая месса, D 872
- Магнификат (1815)
- Tantum ergo для квартета певцов, хора и оркестра

#### Светские оратории и кантаты
- Победная песнь Мириам, D 942

### Для фортепиано

#### Соло
- 23 сонаты (1815—1828)
- Фантазия «Скиталец» (1822)
- 11 экспромтов (1827—1828)
- 6 музыкальных моментов (1823—1828)
- Свыше 400 танцев (вальсы, лендлеры, немецкие танцы, менуэты, экосезы, галопы и др.; 1812—1827);

#### В четыре руки
- Сонаты, увертюры, фантазии
- Венгерский дивертисмент (1824)
- Рондо, вариации, полонезы, марши

### Оперы и зингшпили
- Альфонсо и Эстрелла (1822; постановка 1854, Веймар), Фьеррабрас (1823; постановка 1897, Карлсруэ);
- Братья-близнецы (1820, Вена)
- Заговорщики, или Домашняя война (1823; постановка 1861, Франкфурт-на-Майне)

### Музыка к драматическим спектаклям
- Волшебная арфа (1820, Вена),
- Розамунда, княгиня Кипрская (1823, там же)

### Камерно-инструментальные ансамбли
- Фортепианный квинтет «Форель» (1819)
- Сонаты для скрипки и фортепиано (1816—1817)
- Фантазия (1827) для скрипки и фортепиано
- Соната для арпеджионе и фортепиано (1824)
- Фортепианные трио (1827, 1828?)
- Струнные трио (1816, 1817)
- Струнные квартеты (1811—1826)
- Струнный квинтет (1828)
- Октет для струнных и духовых (1824)
- Интродукция и вариации на тему песни «Засохшие цветы» (нем. Trockene Blumen), D 802) для флейты и фортепиано

### Неоконченные и утраченные сочинения
- Опера «Граф фон Гляйхен»
- Симфония (1821)
- Зингшпиль «Клаудина фон Вилла Белла» (на текст Гёте, 1815, сохранился первый из 3 актов; реконструкция 1978, Вена)

## Издания сочинений
- Избранные песни. В 6 томах / Сост., ред., вступит. статья, предисл. и примеч. Ю. Н. Хохлова. — М. : Музыка, 1975—1980.

Т. 1 Песни на слова И. В. Гёте (1975)
Т. 2 Песни на слова Ф. Шиллера и И. Майрхофера (1976)
Т. 3 Песни на слова В. Мюллера («Зимний путь», «Прекрасная мельничиха»; 1977)
Т. 4 [без названия] (1978)
Т. 5 [без названия] (1979)
Т. 6 [без названия] (включает цикл «Лебединая песня»; 1980)

## Записи, сделанные на инструментах эпохи Шуберта
- Пауль Бадура-Скода. Франц Шуберт. «Fantaisie Pour le Piano-forte». Записано на оригинальном рояле 1824 г. от Конрада Графа
- Кристиан Безёйденхаут, Ян Кобов. Франц Шуберт. «Chant du Cygne D.957»; Феликс Мендельсон. «Six lieder sur des textes de Heinrich Heine». Записано на реплике рояля 1819 г. Конрада Графа от Пола Макналти
- Алексей Любимов. Франц Шуберт. «Impromptus». Записано на оригинальных роялях Матиас Мюллер 1810 г. и Йозеф Шантц 1830 г.
- Андреас Штайер, Александр Мельников. Франц Шуберт. «Fantasie in F Minor». Записано на реплике рояля Конрада Графа от Кристофера Кларка
- Вивиана Софроницкая. Франц Шуберт. «Wanderer Fantasy, Impromptus opp. 90 & 142». Записано на реплике рояля 1819 г. Конрада Графа от Пола Макналти
- Пенелопа Кроуфорд. Шуберт, Мендельсон, Шуман. «Viennese Romantic Piano». Записано на оригинальном рояле от Конрада Графа 1835 г.
- Андраш Шифф. Франц Шуберт. «C Major Fantasies». Записано на оригинальном рояле от Франца Бродманна 1820 г.